# قیدار (پسر اسماعیل)

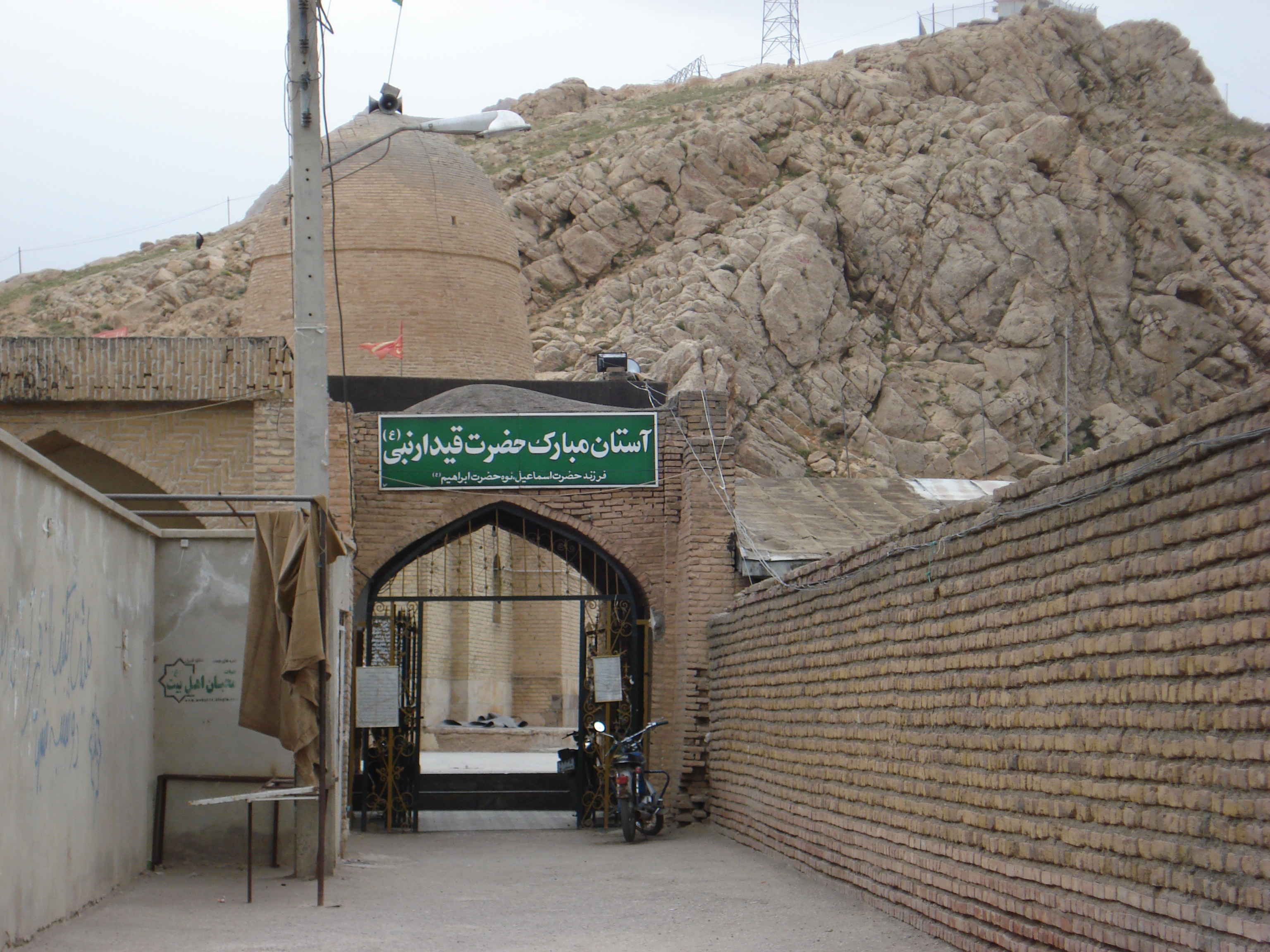
آرامگاه منسوب به قیدار در شهر قیدار استان زنجان

قیدار یکی از اسامی است که در کتاب سِفر پیدایش در تَنَخ به عنوان فرزندان اسماعیل پسر ابراهیم ذکر شده است.

## در منابع اسلامی
در منابع اسلامی اینطور گفته شده که نیای سی‌ام محمد، پیامبر اسلام است. در کتاب منهاج البراعه تألیف میرزا حبیب‌الله هاشمی خویی و کتاب جلا العیون تألیف محمد باقر مجلسی نیز به همین منوال شجره قیدار را به ابراهیم و آدم نسبت داده‌اند. در تاریخ یعقوبی آمده‌است که اسماعیل ۱۲ پسر داشت که بزرگ‌ترین آن‌ها قیدار بوده که پس از مرگ اسماعیل و دفن او در حجر، قیدار جانشین پدر شد و مردم را به توحید دعوت کرد. از آنجایی که محمد ابن عبدالله از تیره بنی هاشم از قبیله قریش است و قریش از اعراب.

## در منابع عبری
طبق منابع تاریخی عبری ، که برای اولین بار نام قیدار آورده شده است ، قیدار فرزند اسماعیل، نوه ابراهیم در حدود ۱۸۰۰ تا ۲۰۰۰ سال پیش از میلاد زندگی می‌کرده است.
بر اساس کتاب پیدایش، قیدار فرزند اسماعیل پسر ابراهیم بوده است
‫پیدایش 25:‏12-‏13 nmv‬ [12]
«این است تاریخچۀ نسل اسماعیل پسر ابراهیم، که هاجَرِ مصری، کنیز سارا، برای ابراهیم بزاد. [13] و این است نامهای پسران اسماعیل به ترتیب تولدشان: نِبایوت نخست‌زادۀ اسماعیل، و قیدار و اَدبِئیل و مِبسام.»
منابع پیدایش 25:‏12-‏13 nmv‬ [12]
```
این است تاریخچۀ نسل اسماعیل پسر ابراهیم، که هاجَرِ مصری، کنیز سارا، برای ابراهیم بزاد. [13] و این است نامهای پسران اسماعیل به ترتیب تولدشان: نِبایوت نخست‌زادۀ اسماعیل، و قیدار و اَدبِئیل و مِبسام
```

https://bible.com/bible/118/gen.25.12-13.nmv

## شهر
شهری به نام قیدار مرکز شهرستان خدابنده، در استان زنجان ایران واقع است که نامش را از قیدار دارد. در این شهر آرامگاهی به او منسوب است و نیازمند تحقیق برای اثبات این مقاله وجود دارد